# Двойная локтевая защита

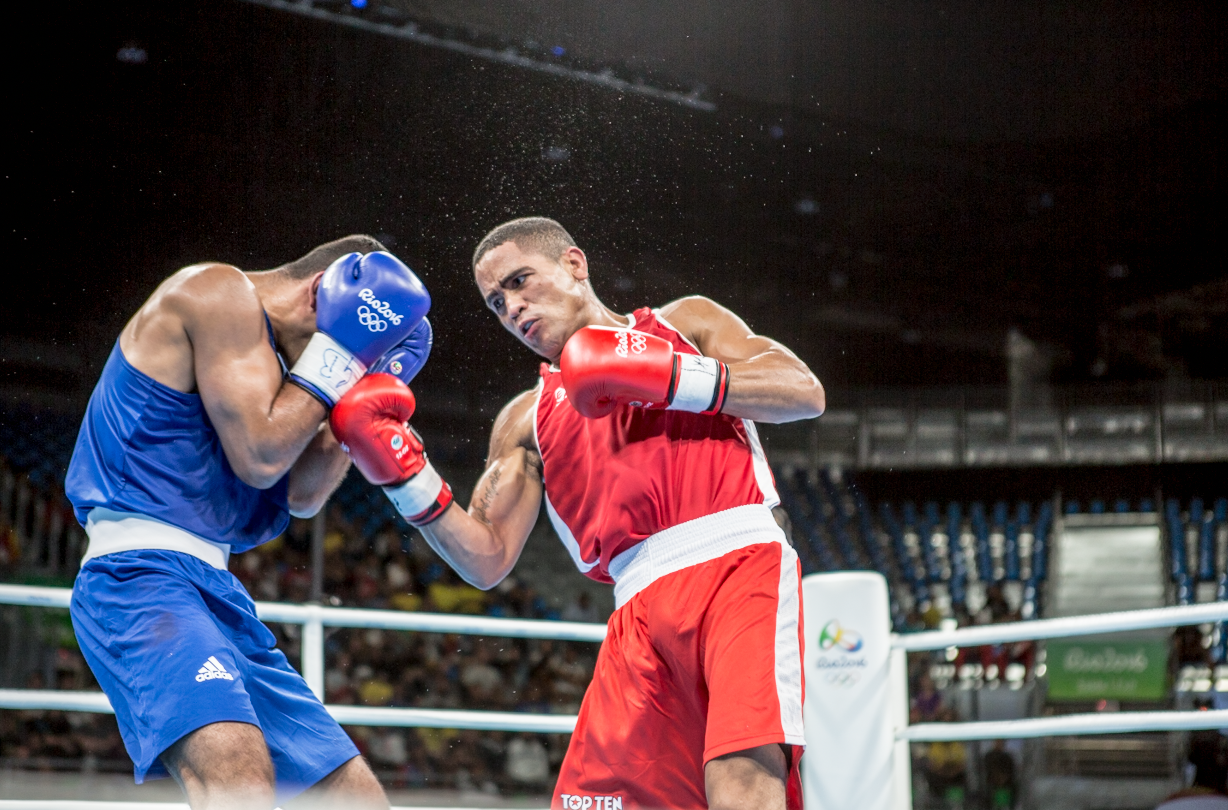
Двойная локтевая защита против правого апперкота. Летние Олимпийские игры, 2016 год

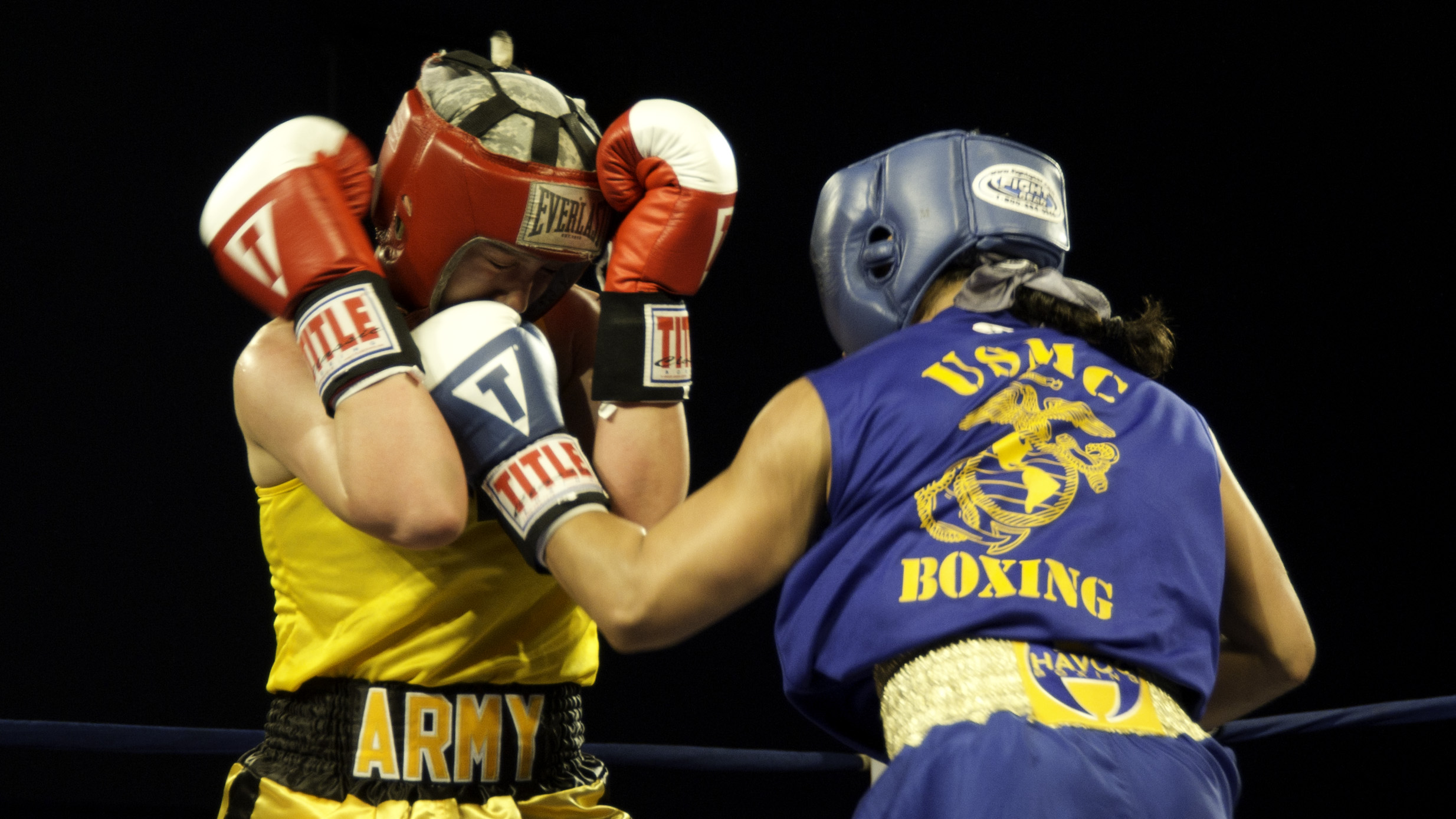
Проламывание глухой защиты левым апперкотом. Турнир американских вооружённых сил, 2011 год.

Двойная локтевая или глухая защита — элемент пассивной защитной техники в классическом боксе, применяемый для нейтрализации ударов по наиболее чувствительным частям тела, когда одна рука бойца прикрывает подбородок, а вторая — корпус, или оба локтя прикрывают корпус.

## Техническое выполнение
При уходе в глухую защиту боксёр немного сгибает ноги для устойчивости, выносит тазовую часть тела вперёд, группируется и опускает голову, прижимая подбородок к груди. Боксёр-правша может прикрывать голову согнутой правой рукой, а левой — защищать туловище (горизонтальная глухая защита), либо выставляя оба предплечья параллельно перед собой уперев локти в живот (вертикальная глухая защита).
Двойная локтевая защита дает возможность защищающемуся бойцу неожиданно контратаковать и рассматривается как неплохое средство обороны от длительных серий мощных ударов, направленных в корпус и в голову. Однако, надолго задерживаться в этой позиции опасно, она считается подходящей только на время подготовки контратаки с целью выждать удобный момент для перехвата инициативы. Использование глухой защиты также рекомендуется после пропущенного сильного удара для того, чтобы либо стремительно сблизиться с противником, войдя в клинч, либо на время разорвать дистанцию. В некоторых поединках многие боксёры сознательно переходят к тактике глухой защиты заставляя противника тратить силы на нанесение бесплодных ударов по предплечьям и локтям.
С другой стороны, издержкой своей непробиваемости, двойная локтевая защита существенно сковывает боксёра в быстроте ответной реакции, стесняет его возможности по балансировке тела, затрудняет ему тактическое перестроение поединка и ограничивает лёгкость передвижений по рингу.

## История
В технический арсенал спортивного бокса двойная локтевая защита вошла благодаря старой английской боксёрской школе и русскому кулачному бою. Заслуженный мастер спорта Б. С. Денисов в своей книге «Бокс» оценил её весьма высоко, назвав лучшим методом обороны от ударов любого вида. Однако на рубеже 80-х — 90-х годов XX века двойная локтевая постепенно стала исчезать из широкого употребления в связи с резким наращиванием темпов современных поединков. Возросшая скорость боёв и видоизменившаяся техника вынудила боксёров полагаться на более подвижные и экономичные способы обороны. Тем не менее, различные вариации двойной локтевой защиты продолжают использоваться в методическом процессе подготовки спортсменов, как элемент так называемых алгоритмических связок по выработке шаблонной моторики ряда стандартных действий, например: разведка — преодоление глухой защиты противника, контратака — уход в глухую защиту и т. п.